# روفوس (بازیگر)
روفوس (فرانسوی: Rufus (actor)‎؛ زادهٔ ۱۹ دسامبر ۱۹۴۲) بازیگر اهل فرانسه است. وی از سال ۱۹۶۷ میلادی تاکنون مشغول فعالیت بوده‌است.
از فیلم‌ها یا برنامه‌های تلویزیونی که وی در آن نقش داشته‌است، می‌توان به ایزنوگود، مستاجر، سرنوشت شگفت‌انگیز املی پولن، یکشنبه طولانی نامزدی، به پیش یا بمیر، یوناس که در سال ۲۰۰۰ بیست‌وپنج ساله خواهد بود و سوءاستفاده‌های یک دون ژوان جوان اشاره کرد. او در ۱۹۹۸ در فیلم کلک مدوسا به کارگردانی ایرج عظیمی نیز ایفای نقش کرده‌است.